# 古要神社の傀儡子の舞と相撲
古要神社の傀儡子の舞と相撲（こようじんじゃのくぐつのまいとすもう）は、大分県中津市大字伊藤田の古要神社に伝わる人形による舞と相撲の神事である。1983年1月11日に重要無形民俗文化財に指定された。

## 概要
奈良時代に、朝廷の命により隼人の反乱の平定に向かった豊前国の軍が、戦場で傀儡子の舞を演じて隼人の気を引き、その隙に乗じて隼人の軍を攻めたことに由来するという。
その後、戦死した隼人の慰霊のために宇佐神宮で放生会が始められると、その際に傀儡子の舞が奉納されるようになり、それが古要神社に伝わったといわれる。同様の神事は、福岡県築上郡吉富町の八幡古表神社にも伝わっており、八幡古表神社の傀儡子の舞と相撲として同じく国の重要無形民俗文化財に指定されている。
神事は夕刻に始まり、まず傀儡子による舞が奉納され、次いで神相撲が行なわれる。傀儡子による舞は古要舞、舞の伴奏は古要楽と呼ばれる。
3年に一度の10月12日に行われており、最近では2014年（平成26年）10月12日に開催された。
2020年は中止
2023年は中止
2026年より10月第2日曜日に開催予定　
開始時刻 夕暮れ時　16時頃